# Guatteria spectabilis
Guatteria spectabilis är en kirimojaväxtart som beskrevs av Friedrich Ludwig Diels. Guatteria spectabilis ingår i släktet Guatteria och familjen kirimojaväxter. Inga underarter finns listade i Catalogue of Life.